# Band FM Ribeirão Preto
Band FM Ribeirão Preto foi uma emissora de rádio brasileira sediada em Ribeirão Preto, município do estado de São Paulo. Operava no dial FM, na frequência 96,7 MHz, e era afiliada à Band FM, sendo pertencente ao Sistema Thathi de Comunicação.

## História
Antes da fundação da Band FM Ribeirão Preto, a Band FM teve passagem pelo município na frequência que hoje atua a CBN Ribeirão Preto, administrada pelo grupo que controla a EPTV. A parceria foi encerrada em 2012, quando se afiliou à Central Brasileira de Notícias em março de 2013.
A atual Band FM atuava como CBN até 2009. Enquanto era afiliada, a emissora já passou por um período sem programação local, apenas retransmitindo o sinal de rede. Em janeiro de 2010, o Sistema Thathi firmou acordo com o Grupo Bandeirantes de Comunicação para estrear a BandNews FM no dial FM e a Rádio Bandeirantes no dial AM. Para a imprensa, foi revelado que se tratava de uma "ação estratégica". A CBN deixou o dial FM em 18 de janeiro de 2010.
A BandNews FM Ribeirão Preto iniciou suas transmissões em 29 de março de 2010. A emissora foi extinta às 23h59min de 19 de abril de 2013, quando se afiliou com a Band FM. A transmissão iniciou oficialmente em 22 de abril de 2013. A afiliação foi encerrada em 30 de setembro de 2017, quando é substituída pela Rádio Clube 1 no dia seguinte.